# Central House
Central House es un despoblado ubicado en el condado de Amador en el estado estadounidense de California.

## Geografía
Central House se encuentra ubicada en las coordenadas 38°27′20″N 120°52′2″O / 38.45556, -120.86722.